# Hawker Siddeley

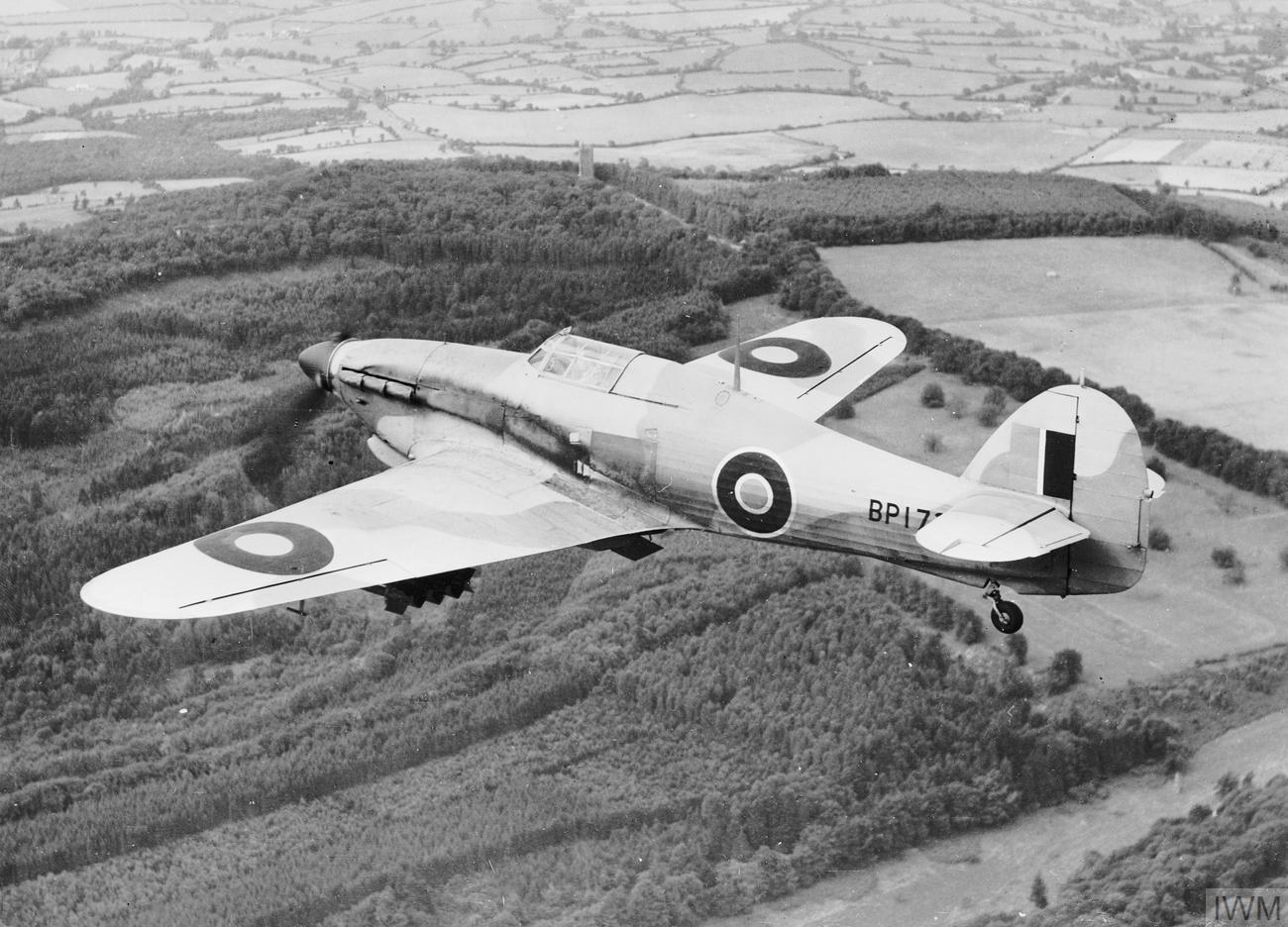
Hawker Hurricane.

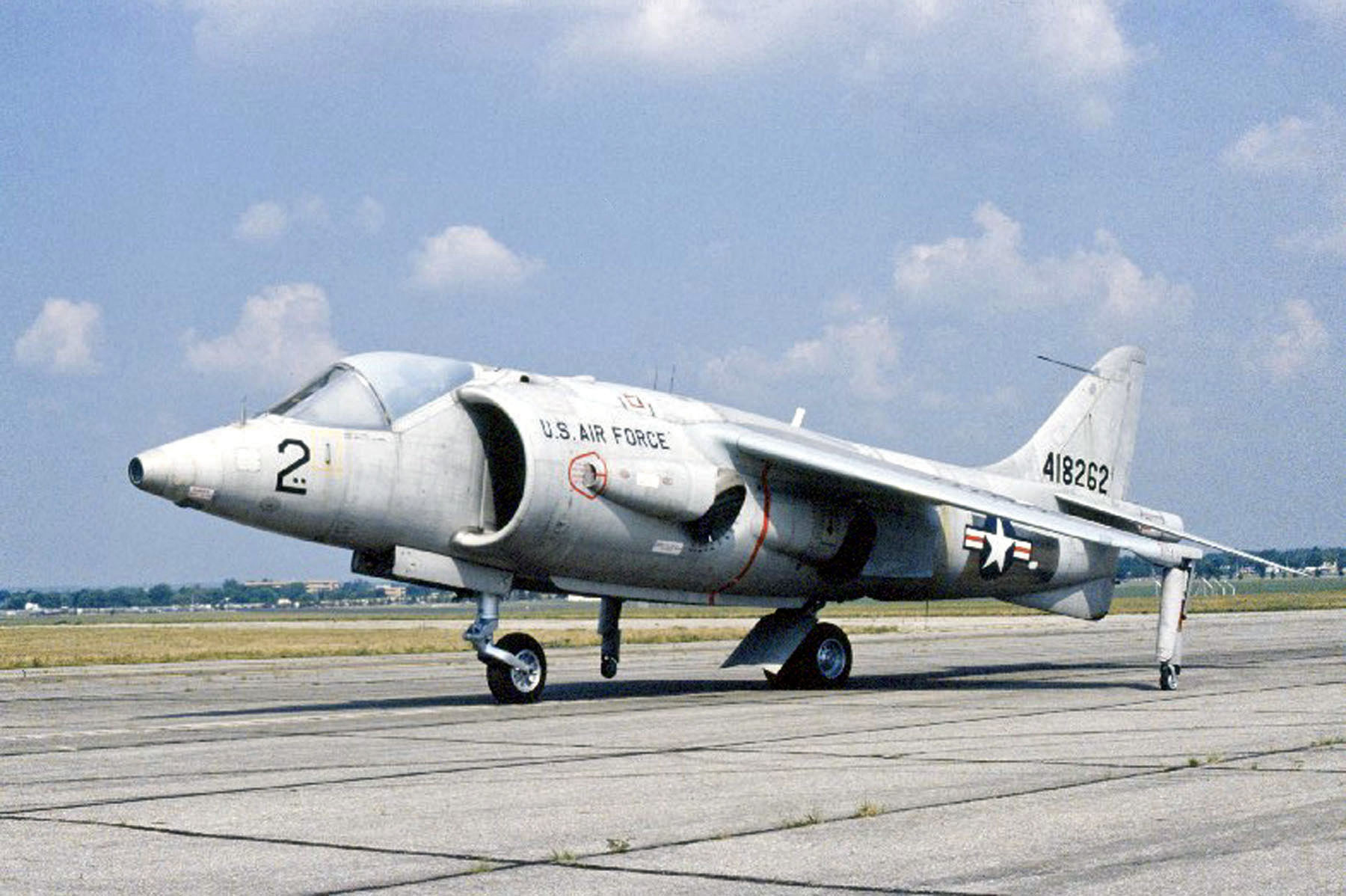
Hawker Siddeley XV-6A Kestrel USAF

Hawker Siddeley var en brittisk koncern som tillverkade flygplan och tåg. Bolaget hade bildats genom flera sammanslagningar och var under 1960-talet en av Storbritanniens två tillverkare av flygplan. Hawker Siddeley tog bland annat över den flygplanstillverkare som byggde det första passagerarjetplanet, De Havilland. 1977 blev Hawker Siddeley en del av det statliga bolaget British Aerospace. Bolaget ägde även tillverkning av lokomotiv och dieselmotorer.
Hawker Siddeley har bland annat byggt Hawker Siddeley HS748.

## Historia
Hawker Siddeley Aircraft grundades 1935 då Hawker Aircraft bildade ett konsortium tillsammans med bolagen Armstrong Siddeley (där Armstrong Whitworth Aircraft ingick) som ägdes av John Davenport Siddeley. I gruppen kom även A.V. Roe & Company (Avro), Gloster Aircraft Company (Gloster) och Air Training Services att ingå. Under andra världskriget tillhörde Hawker Siddeley de viktigaste tillverkarna i Storbritannien och tillverkande bland annat stridsflygplanet Hawker Hurricane.
Under 1950-talet skedde nya sammanslagningar inom den brittiska flygindustrin och Hawker Siddeley köpte Folland Aircraft, de Havilland och Blackburn Aircraft 1959–1960. Under 1960-talet utvecklades bolaget Harrierstridsflygen. 29 april 1977 förstatligades och fusionerades Hawker Siddeley Aviation and Dynamics med British Aircraft Corporation (BAC) och Scottish Aviation och bildade British Aerospace som en följd av Aircraft and Shipbuilding Industries Act.